# Balikh
ll fiume Balīkh (in arabo  نهر البليخ‎?, Nahr al-Balīkh) è un fiume perenne la cui sorgente ha origine a ʿAyn al-ʿArūs, vicino a Tell Abyad in Siria. Scorre verso sud e si unisce all'Eufrate nella moderna città di Raqqa. Il Balīkh è il secondo più grande affluente dell'Eufrate in Siria, dopo il fiume Khabur. Si tratta di un'importante fonte d'acqua e ampie parti sono state recentemente oggetto di canalizzazione.

## Geografia
La fonte principale del fiume Balīkh è la sorgente carsica di ʿAyn al-ʿArūs (Fonte della sposa), appena a sud del confine tra Siria e Turchia. Inoltre, il Balīkh riceve acqua da un certo numero di ruscelli di carattere torrentizio e wadi che drenano la pianura di Ḥarrān a nord, così come le pianure a ovest e ad est della valle del fiume. Questi corsi d'acqua sono il Jullab, il Wadi Qaramogh e il Wadi al-Kheder.
Pochi chilometri a sud di ʿAyn al-ʿArūs, il Balīkh è raggiunto dal canale del Jullab. Questo piccolo fiume nasce dalle sorgenti a nord di Şanlıurfa, ma scorre già a secco ad Ḥarrān, prima che possa raggiungere il Balīkh. Numerosi pozzi ora prosciugati nella vecchia città di Ḥarrān suggeriscono, tuttavia, che la falda freatica potrebbe essere stata significativamente più alta in passato.
Il Wadi al-Kheder raccoglie le acque della pianura a est della Valle di Balikh ed è alimentato dal Wadi al-Burj e dal Wadi al-Hamar, che a sua volta è alimentato dal Wadi Chuera. Questi wadi, così come il Wadi Qaramogh, possono trasportare notevoli quantità di acqua dopo forti piogge, e nei loro corsi inferiori si possono trovare grandi blocchi di calcare.

## Storia
Il fiume Balīkh costituisce il cuore di una regione ricca di culture. Su entrambe le sponde si trovano numerosi tumuli di insediamenti risalenti in alcuni casi almeno al tardo neolitico (ceramico), il VI millennio a.C. Nell'età del bronzo (III millennio a.C.) l'antica Tuttul (vicino all'attuale Raqqa sul delta del Balīkh) e Tell Chuera nel nord (nel Wadi Hamad vicino al Balīkh) erano importanti città. Nel corso dei millenni la regione ha visto una continua e non sempre pacifica interazione fra tribù nomadi e popolazioni stanziali, con una continua alternanza nel predominio.
Nell'antichità classica la regione era chiamata Osrhoene con la capitale Edessa / Callirrhoe (al-Ruhā.) Al-Ruhā e un'altra importante città antica della valle di Balīkh, Harran (Carrhae romana), figurano rispettivamente nelle tradizioni musulmana ed ebraica nelle storie di Abramo e di altri patriarchi ebrei. Dopo la conquista islamica nel VII secolo d.C. la regione fu conosciuta con il nome di una tribù araba Diyar Mudar, la terra dei Muḍar. Nel 762 il Califfo al-Mansur costruì una città di guarnigione all'incrocio dell'Eufrate, al-Rafiqa, che si fuse con la città ellenistica Kallinikos nell'agglomerato urbano Raqqa.

### Ricerche archeologiche nel bacino del Balīkh
I viaggiatori europei del XIX secolo notarono la presenza di resti archeologici nella Valle del Balīkh, ma non furono effettuate indagini fino al 1938, quando l'archeologo britannico Sir Max Mallowan (secondo marito di Agatha Christie) trascorse sei settimane indagando su cinque siti archeologici datati dal settimo al secondo millennio a.C. Nel 1969 una squadra francese diretta da Jacques Cauvin iniziò le sue indagini, la sua squadra scoprì otto livelli di occupazione neolitica in un sondaggio limitato sul versante settentrionale del sito.
Gli scavi a Tell Ḥammām al-Turkmān furono iniziati sotto la direzione di Maurits N. van Loon (1981-1986, Università di Amsterdam). Dal 1988 il progetto è proseguito sotto la direzione di Diederik J.W. Meijer (1988-2001, Università di Leida). Il sito ha fornito una cultura materiale ben stratificata, che ha consentito l'analisi della storia degli insediamenti della valle del Balīkh. Successivamente altri scavi hanno completato la ricostruzione di una storia di occupazione regionale. Uno dei siti più antichi, Tell Ṣabī Abyaḍ, è attualmente in fase di scavo sotto la guida dell'archeologo olandese Peter Akkermans.
Per inciso, il sito archeologico turco di Göbekli Tepe si trova su una collina direttamente a nord e si affaccia sulle pianure di Ḥarrān che alimentano il sistema fluviale del Balīkh.

### Scavi archeologici nel bacino del Balīkh
- Tell Aswad
- Tell Bi'a (nei pressi della confluenza del Balīkh con l'Eufrate)
- Tell Balabra (sul Wadi Qaramogh)
- Tell Chuera (l'assira Harbe; sul Wadi Chuera)
- Tell Ḥammām al-Turkmān
- Tell Jidle
- Tell Ṣabī Abyaḍ
- Tell Sahlan
- Tell al-Saman
- Tell Zeidan (nelle vicinanza di Raqqa, in Siria)